# Malur, Channapatna
Malur là một làng thuộc tehsil Channapatna, huyện Ramanagara, bang Karnataka, Ấn Độ.